# Bursera bonetii
Bursera bonetii är en tvåhjärtbladig växtart som beskrevs av Rzedowski. Bursera bonetii ingår i släktet Bursera och familjen Burseraceae. Inga underarter finns listade i Catalogue of Life.